# Juan Tafernaberry
Juan Tafernaberry Fernández (nacido el 24 de febrero de 1938) es un abogado y político uruguayo, quien se desempeñó como subsecretario (viceministro) del Ministerio de Turismo en 1988-1990. Previamente, fue durante algunos meses el primer vicepresidente del Instituto Nacional de Carnes (INAC) entre 1984 y 1985.

## Primeros años
Nació el 24 de febrero de 1938.
Cursó estudios en la Facultad de Derecho de la Universidad de la República, donde se graduó como abogado en 1975.

## Primeros cargos públicos
Vinculado a las actividades agropecuarias, en noviembre de 1979 fue designado por el gobierno de Aparicio Méndez como miembro integrante de la Comisión Honoraria del Plan de Desarrollo Agropecuario.
Tras crearse el Instituto Nacional de Carnes por decreto-ley 15.605 en el año 1984, en agosto de dicho año el gobierno de Gregorio Álvarez designó a Tafernaberry como el primer vicepresidente de dicho organismo.
En abril de 1985, tras la finalización de la dictadura cívico-militar instaurada en 1973 y la asunción del nuevo presidente constitucional Julio María Sanguinetti, Tafernaberry presentó renuncia a ambos cargos, tanto en el Instituto Nacional de Carnescomo en la Comisión del Plan de Desarrollo Agropecuario,las que le fueron aceptadas. Fue sucedido como vicepresidente de INAC por Francisco Raúl Pujol.

## Subsecretario de Turismo
Adherente al Partido Colorado y dentro del mismo a la Unión Colorada y Batllista conducida por el expresidente Jorge Pacheco Areco,el 9 de agosto de 1988 el presidente Julio María Sanguinetti y su ministro de Turismo José Villar Gómez lo nombraron subsecretario (viceministro) de la referida cartera,sucediendo a Fernando Crispo Capurro. Ocupó dicho cargo durante un año y medio, hasta la finalización del período presidencial de Sanguinetti.
En marzo de 1990, al asumir como nuevo presidente Luis Alberto Lacalle, Villar fue ratificado al frente del Ministerio de Turismo, siendo el único miembro del gabinete saliente de Sanguinetti en continuar en su cargo. Sin embargo, no ocurrió lo mismo con Tafernaberry, quien fue reemplazado como subsecretario por Amadeo Ottati.

## Vida personal
Es hijo de Juan Tafernaberry y de María Elena Fernández Inchauste, quienes se casaran en 1928.
Contrajo matrimonio en 1967 con María Laura Susana Elorza Barrán,de quien enviudó en el año 2000. El matrimonio tuvo cuatro hijos, Juan Pablo (1968), Agustín (1973), María (1974) y Verónica (1977) Tafernaberry Elorza.